# دیوید زاکرمن

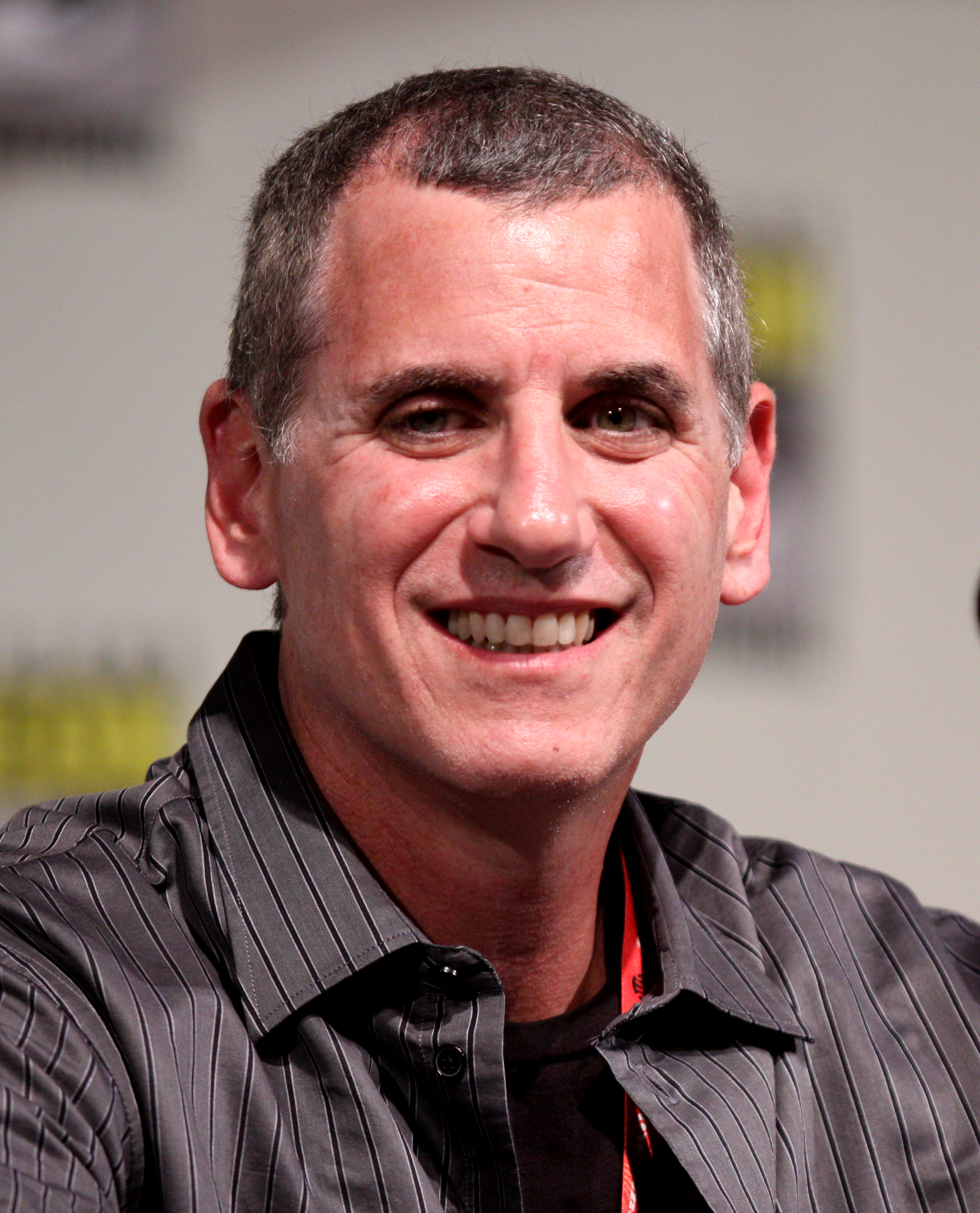
دیوید زاکرمن در کامیک کان ۲۰۱۱

دیوید زاکرمن (به انگلیسی: David Zuckerman) نویسنده و تهیه‌کننده‌های برنامه‌های تلویزیونی است. او اهل آمریکا است. هم‌اکنون او به همراه ست مک‌فارلن به کار تهیه‌کنندگی سریال‌های مرد خانواده و بابای آمریکایی! مشغول است.